# Фудзита, Масахиса
Масахиса Фудзита (яп. 藤田 昌久 Фудзита Масахиса, род. 21 июля 1943) — японский экономист, один из авторов концепции «пространственной экономики» («новой экономической географии»), президент Японской экономической ассоциации в 2009—2010 годах.

## Биография
Бакалавр (1966) университета Киото; доктор философии (1972) Пенсильванского университета. Профессор того же университета с 1986 по 1995 год. В настоящее время преподает в университете Киото.